# Donnie Fatso
«Donnie Fatso» (укр. «Донні Товстун») — дев'ята серія двадцять другого сезону мультсеріалу «Сімпсони», прем'єра якої відбулась 12 грудня 2010 року у США на телеканалі «Fox».

## Сюжет
На Новий рік Гомер разом переробляє свої пляшки та папір, за що поліція тепер штрафує на 50 доларів. Це результат нещодавно ухвалених несерйозних законів, що набули чинність 1 січня і за порушення яких місто отримує дохід. Гомер випадково порушує багато інших законів і досягає суми в тисячу доларів.
Прийшовши до таверни, Мо каже Гомеру, що він повинен підійти до 9 вікна суду та залишити там хабар у 100 доларів, щоб про усі його злочини забули. Однак, Гомера ловлять на гарячому і відправляють до Спрінґфілдської в'язниці на 10 років.
Віґґам змилосерджується над Гомером і, щоб пом'якшити вирок, пропонує зустрітися з агентом ФБР. Останній пропонує Гомерові альтернативу ґратам — залучення Гомера до банди Жирного Тоні під прикриттям.
Гомеру дають нове ім'я (Нікі Сині Штани Саксофон-Альт) і зовнішність — перуку з камерою та мікрофоном. Під час обіду Гомер заступається за Луї з банди Тоні. Жирний Тоні дізнається про це і визволяє його на волю, оскільки в'язницю побудувала мафія.
Коли Жирний Тоні на могилі своєї дружини розчулюється, «Нікі» стає його шкода. Тоді Тоні висловлює щиру довіру до Гомера. Зрештою, Гомера вітають у мафії і між ними зав'язується особливий зв'язок.
Потім вони йдуть на причал, щоб зустріти незаконну зброю з Бельгії. Коли Тоні розкриває «Нікі» забагато, Гомер каже йому втекти. Зрештою Товстий Тоні дізнається про таємний статус Гомера і, емоційно спустошений його зрадою, помирає від смертельного серцевого нападу. Гомера це засмучує.
Незважаючи на повернення додому, Гомер відчуває провину за смерть Жирного Тоні й озлобленість на уряд через те, що його використали. Гомер відвідує могилу Жирного Тоні, щоб вибачитися, але його викрадає його кузен покійника — Качок Тоні (англ. Fit Tony). Той планує вбити Гомера як помсту. Однак, коли Гомер розповідає про час, який вони з Жирним Тоні провели разом, Качок Тоні розуміє, що його кузен продовжує жити у спогадах Гомера. Він відпускає Сімпсона.
Качок Тоні бере на себе керівництво мафією, але напруженість посади змушує його переїдати та набирати вагу. Зрештою його стає неможливо відрізнити від Жирного Тоні, і він бере собі це ім'я.

## Виробництво
Про те, що запрошеною зіркою буде актор Джон Гемм було оголошено у липні 2010 року. В інтерв'ю «Entertainment Weekly» шоуранер «Сімпсонів» Ел Джін був задоволений грою Гемма, зазначивши:
|  | Ви дали йому одну примітку, і він одразу зробив з нею дванадцять чудових речей. Він був справді веселим. І красивим. У нього було все. |

Сам Гемм також заявив, що поява в шоу була для нього «неймовірним досвідом».
|  | Мені довелося попрацювати над «Сімпсонами», які я дивився 20 років, і серіал все ще свіжий і все ще смішний, а персонажі все ще резонують. Це одне з найкращих шоу на телебаченні. Для мене було честю отримати запрошення взяти участь у ньому. |

## Культурні відсилання та цікаві факти
- Серія є пародією на фільм «Донні Браско» 1997 року[3].
- Коли Гомер і Мо шукають місце для розмови, вони виходять на сцену та перебивають постановку мюзикла, що є пародією на мюзикл «Зла»[4].
- Наприкінці епізода монолог Гомера є поетапним відсиланням до фінального монолога Генрі Гілла з фільма «Славні хлопці»[3][5].

## Ставлення критиків і глядачів
Під час прем'єри серію переглянули 7,31 млн осіб, з рейтингом 3.3, що зробило її другим найпопулярнішим шоу на каналі «Fox» тієї ночі, після «Сім'янина».
Емілі Сент-Джеймс з «The A.V. Club» дала серії оцінку C, сказавши: «досить ледача серія сезону, який був не дуже».
Ерік Гохбергер з «TV Fanatic» оцінив серію на 2,5/5, сказавши:
|  | Коли він [Жирний Тоні] здобув цілу серію? У нас просто виникає відчуття дежавю, коли ми занурюємося в чергову пародію на «Славних хлопців» та інші фільми про мафію (…) Епізоду із такою переробленою розповіддю ми могли б пробачити [деякі] речі, якби він був принаймні смішнішим. На жаль, просто не вистачає жартів, щоб серія була варта того. |

2011 року Дена Кастеланету було номіновано на премію «Еммі» за «Найкраще озвучування» в цій серії.
У лютому 2012 року сценариста серії Кріса Клуеса було номіновано на премію Гільдії сценаристів Америки в області анімації 2011 року.
Згідно з голосуванням на сайті The NoHomers Club більшість фанатів оцінили серію на 2/5 із середньою оцінкою 2,77/5.